# Brutovce
Brutovce (allemand : Stenzelau ,hongrois : Szepesszentlőrincz) est un village de Slovaquie situé dans la région de Prešov.

## Histoire
Première mention écrite du village en 1319.

## Démographie

### Évolution de la population
| Année:               | 1994. | 2004.   | 2014.    | 2024.    |
| -------------------- | ----- | ------- | -------- | -------- |
| Nombre de personnes: | 238   | 217     | 188      | 144      |
| Différence:          |       | -8,82 % | -13,36 % | -23,40 % |

| Année:               | 2023. | 2024.   |
| -------------------- | ----- | ------- |
| Nombre de personnes: | 146   | 144     |
| Différence:          |       | -1,36 % |